# Jim Diamond
James Aaron „Jim“ Diamond (* 28. September 1951 in Glasgow; † 8. Oktober 2015 in London) war ein britischer Popsänger und Songwriter.

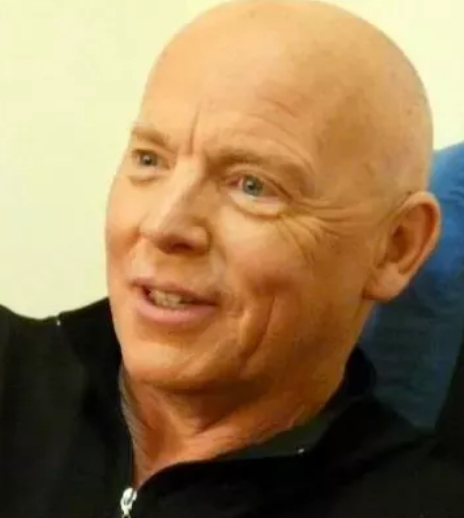
Jim Diamond

## Leben
Jim Diamond wuchs im Glasgower East End auf, wo er durch die Musik von Ray Charles und Otis Redding beeinflusst wurde. Im Alter von 14 Jahren gründete er seine erste Band. Später spielte Jim mit „Gully Foyle“ nicht nur in England, sondern auch auf dem europäischen Kontinent. Es folgte der Umzug nach London. Dort entstand 1975 die Gruppe Bandit. Es kam zu einem Vertrag mit Clive Davis’ Arista Records. Obwohl die Band gegen den damaligen Zeitgeist schwamm und daher recht erfolglos blieb, erschien 1977 ein Album.
Diamond sang daraufhin als Studiomusiker, unter anderem auf dem Album Just Easy von Alexis Korner. Der erneute Umzug, diesmal nach Los Angeles, brachte die Zusammenarbeit mit Earl Slick, dem Gitarristen auf David Bowies Album Young Americans, und Carmine Appice aus der Band von Rod Stewart. Die drei Musiker gingen mit Eddie Kramer, dem legendären Jimi-Hendrix-Produzenten, ins Studio, um einige Songs zu schreiben und aufzunehmen.
Während der Zeit in L. A. wurde Jim Diamond gebeten, nach London zurückzukehren, um dort mit Tony Hymas und Simon Phillips von der Jeff Beck Band die Gruppe Ph.D. zu gründen. Mit dem Anfang 1982 veröffentlichten Lied I Won’t Let You Down wurde gleich die erste Single ein Welterfolg. Auch das zweite Album Is It Safe? enthielt mit I Didn’t Know einen europaweiten Hit, bei dem Jeff Beck an der Gitarre zu hören war.
Nach der Trennung von Ph.D. unterzeichnete Diamond einen Solovertrag bei A&M Records. 1984 erreichte die Single I Should Have Known Better Platz 1 der britischen Charts. Im gleichen Jahr erschien sein Solo-Album Double Crossed. Auch die Single Hi Ho Silver aus dem zweiten Solo-Album Desire for Freedom erreichte 1986 die britischen Top 10.
1993 bekam Jim Diamond einen Vertrag bei Polygram Records und spielte u. a. auf dem Edinburgh Festival. In den späten 1990er Jahren traf er auf Snake Davis von M People, mit dem er die Liebe zu Blues und Soul teilte und gemeinsam auftrat. Durch Snake lernte Jim Diamond Paul Birchall, einen Hammond-Spieler, kennen. Mit ihm nahm er das Album Souled and Healed auf. 2011 veröffentlichte Jim Diamond das Album City of Soul, bei dem Tommy Cunningham von Wet Wet Wet als Schlagzeuger mitwirkte und das Coverversionen von Soulklassikern enthielt.
Jim Diamond starb am 8. Oktober 2015 im Alter von 64 Jahren in London im Schlaf und hinterließ eine Frau und zwei Kinder.

## Diskografie

### Alben
- Double Crossed, 1985
- Desire for Freedom, 1986
- Jim Diamond, 1988 (Teldec)
- Jim Diamond, 1993 (Polygram)
- Sugarolly Days, 1994
- The Best of Jim Diamond, 1999 (Kompilation)
- Blue Shoes, 2005 (Minialbum)
- Souled and Healed, 2005
- City of Soul, 2011

### Singles
- Clean Up the City, 1975
- I Should Have Known Better, 1984
- I Sleep Alone at Night, 1985
- Remember I Love You, 1985
- Hi Ho Silver, 1985 (Titellied der ITV-Serie Boon)
- Desire 1986
- Young Love (Carry Me Away), 1986
- So Strong, 1986
- Shout It Out, 1987
- Broadway, 1988
- Not Man Enough, 1993
- Days of Long Ago, 1999 (Steve Hackett feat. Jim Diamond)
- When You Turn, 2005